# Oncaea ovalis
Oncaea ovalis is een eenoogkreeftjessoort uit de familie van de Oncaeidae. De wetenschappelijke naam van de soort is voor het eerst geldig gepubliceerd in 1966 door Shmeleva.